# John Spencer-Churchill, 7.º Duque de Marlborough
John Winston Spencer-Churchill, 7.º Duque de Marlborough (Norfolk, 2 de junho de 1822 – 4 de julho de 1883) foi um nobre e estadista britânico.

## Biografia
Nascido em Garboldisham Hall, em Norfolk, John Spencer-Churchill era o filho mais velho de George Spencer-Churcill, 6.º Duque de Marlborough, e de sua esposa, Lady Jane Stewart.
Foi educado em Eton College e em Oriel College, na Universidade de Oxford. Spencer-Churchill foi Membro do Parlamento para Woodstock (distrito do Parlamento britânico) Woodstock de 1844 a 1845 e novamente de 1847 a 1857, quando ele conseguiu seu pai no duque e entrou na Casa de Senhores.
Ele serviu como Lorde Presidente do Conselho no governo de Smith-Stanley (1867-1868) e no governo de Benjamin Disraeli, de 1868. Em 1874, recusou se tornar Lorde Tenente da Irlanda, mas deteve esse mesmo cargo de 1876 até 1880.Ele era um influente maçom; Ele foi jurado do Conselho Privado da Suprema Corte de Honra de Sua Majestade em 1866 e recebeu o título de Cavaleiro de Garter em 1868.
Spencer-Churchill começou uma série de vendas das coleções de arte e de jóias de sua família, a qual foi continuada por seu filho mais velho. Em 1868, foi investido cavaleiro da Ordem da Jarreteira, era avó do famoso Primeiro-ministro Winston Churchill, através de seu filho mais novo Lorde Randolph Churchill, que por sua vez foi ministro da fazenda do Reino Unido.
O Duque de Marlborough morreu de uma doença cardíaca aos sessenta e um anos, e seu corpo foi enterrado na capela do Palácio de Blenheim.

## Casamento e filhos
No dia 12 de julho de 1843, em Londres, Spencer-Churchill casou-se com Lady Frances Anne Emily Vane, a única filha de Charles Stewart, 3.º Marquês de Londonderry. Eles tiveram onze filhos:
- George Charles Spencer-Churchill, 8.º Duque de Marlborough (1844–1892)
- Lorde Frederick John Winston Spencer-Churchill (1846–1850), morreu jovem.
- Lady Cornelia Henrietta Maria Spencer-Churchill (1847–1927)
- Lady Rosamond Jane Frances Spencer-Churchill (m. 1920)
- Lorde Randolph Henry Spencer-Churchill (1849–1895)
- Lady Fanny Octavia Louise Spencer-Churchill (1853–1904)
- Lady Anne Emily Spencer-Churchill (1854–1923)
- Lorde Charles Ashley Spencer-Churchill (1856–1858), morreu jovem.
- Lord Augustus Robert Spencer-Churchill (1858–1859), morreu jovem.
- Lady Georgiana Elizabeth Spencer-Churchill]] (1860–1906)
- Lady Sarah Isabella Augusta Spencer-Churchill (m. 1929)

Um de seus filhos, Lorde Randolph Churchill, foi um proeminente político conservador e o pai de Sir Winston Churchill.

## Títulos
- 1822-1840: Conde de Sunderland
- 1840-1857: Marquês de Blandford
- 1857-1883: 7.° Duque de Marlborough